# Recessività
In genetica si parla di recessività relativamente a un allele quando, in un individuo eterozigote, il carattere indotto dall'allele in questione non si manifesta fenotipicamente.
Esistono modalità differenti di recessività, a seconda che viga una situazione di dominanza semplice, codominanza o dominanza incompleta.